# 興村忠美
興村 忠美（おきむら ただよし）は、日本のアニメーター、キャラクターデザイナー。土田プロダクション所属後、スタジオコメットを経て現在はスタジオエル所属。

## 参加作品

### テレビアニメ
1980年
- おじゃまんが山田くん（原画）

1982年
- ゲームセンターあらし（原画）

1983年
- キャプテン翼（1983年 - 1986年、作画監督）

1985年
- ハイスクール!奇面組（1985年 - 1987年、原画）

1988年
- それいけ!アンパンマン（1988年 - 、原画）
- 名門!第三野球部（1988年 - 1989年、作画監督）

1989年
- ドラゴンクエスト（1989年 - 1991年、作画監督）

1991年
- ハイスクールミステリー学園七不思議（1991年 - 1992年、作画監督）

1992年
- ツヨシしっかりしなさい（1992年 - 1994年、作画監督）

1994年
- キャプテン翼J（キャラクターデザイン）

1996年
- 水色時代（1996年 - 1997年、作画監督）

1997年
- ケロケロちゃいむ（原画）

1998年
- 頭文字D（原画）
- 超発明BOYカニパン（作画監督）

1999年
- ビックリマン2000（1999年 - 2001年、作画監督）

2001年
- タッチ CROSS ROAD〜風のゆくえ〜（原画）
- Dr.リンにきいてみて!（2001年 - 2002年、作画監督）

2002年
- ホイッスル!（2002年 - 2003年、キャラクターデザイン・総作画監督）
- 真・女神転生Dチルドレン ライト&ダーク（2002年 - 2003年、作画監督）

2003年
- ソニックX（2003年 - 2004年、作画監督）

2004年
- 陸奥圓明流外伝 修羅の刻（作画監督）
- マシュマロ通信（2004年 - 2005年、作画監督）

2005年
- おねがいマイメロディ（2005年 - 2006年、作画監督）
- 涼風（原画）
- capeta（2005年 - 2006年、キャラクターデザイン・総作画監督）

2007年
- おおきく振りかぶって（アクション作画監督補）
- Saint October（原画）
- こどものじかん（原画）

2008年
- ゴルゴ13（2008年 - 2009年、作画監督・原画）
- 二十面相の娘（原画）
- 遊☆戯☆王5D's（2008年 - 2011年、原画）

2009年
- ジャングル大帝 -勇気が未来をかえる-（作画監督補佐・原画）
- ジュエルペット（2009年 - 2010年、原画）

2010年
- デュラララ!!（原画）
- ジュエルペット てぃんくる☆（2010年 - 2011年、原画）
- 海月姫（原画）

2011年
- ジュエルペット サンシャイン（2011年 - 2012年、原画）
- もしドラ（原画）
- 銀魂'（2011年 - 2012年、作画監督）
- 夏目友人帳 参（原画）
- 遊☆戯☆王ZEXAL（2011年 - 2012年、原画）

2012年
- イナズマイレブンGO クロノ・ストーン（2012年 - 2013年、原画）
- 銀河へキックオフ!!（原画）
- ジュエルペット きら☆デコッ!（2012年 - 2013年、原画）
- NARUTO -ナルト- SD ロック・リーの青春フルパワー忍伝（2012年 - 2013年、作画監督・原画）
- 銀魂'延長戦（2012年 - 2013年、作画監督・原画）

2013年
- クロスファイト ビーダマンeS（原画）
- 宇宙兄弟（作画監督）
- たまゆら〜もあぐれっしぶ〜（作画監督・原画）
- ジュエルペット ハッピネス（2013年 - 2014年、原画）
- 弱虫ペダル（作画監督）
- はじめの一歩 Rising（2013年 - 2014年、原画）
- ダイヤのA（2013年 - 2015年、原画）

2014年
- 妖怪ウォッチ（原画）
- ベイビーステップ（作画監督）
- 怪盗ジョーカー（作画監督）
- ばらかもん（原画）
- カードファイト!! ヴァンガードG（2014年 - 2015年、作画監督・原画）

2015年
- ポケットモンスター XY（原画）
- 銀魂゜（2015年 - 2016年、作画監督・原画）
- ベイビーステップ（第2シリーズ、作画監督・原画）
- ダイヤのA -SECOND SEASON-（原画）
- ヤング ブラック・ジャック（作画監督）

2016年
- 少女たちは荒野を目指す（作画監督）
- カードファイト!! ヴァンガードG ストライドゲート編（原画）
- DAYS（アクション作画監督）
- 甘々と稲妻（作画監督）

2017年
- 銀魂.（作画監督・原画）
- 鬼平（作画監督・原画）
- モンスターハンター ストーリーズ RIDE ON（作画監督）
- アニメガタリズ（原画）

2019年
- どろろ（作画監督）
- ACTORS -Songs Connection-（作画監督）

2020年
- ジビエート（作画監督）

2021年
- さよなら私のクラマー（作画監督）
- MUTEKING THE Dancing HERO（作画監督）
- ビルディバイド -＃000000-（作画監督）

2022年
- アオアシ（アクション作画監督）
- 彼女、お借りします（第2期、原画）
- まめきちまめこニートの日常（作画監督）

2024年
- ザ・ファブル（作画監督）
- 遊☆戯☆王ゴーラッシュ!!（作画監督）
- 僕の妻は感情がない（作画監督）
- ブルーロック VS. U-20 JAPAN（アクションディレクター・アクション作画監督）
- パーティーから追放されたその治癒師、実は最強につき（作画監督）

2025年
- 君のことが大大大大大好きな100人の彼女（第2期、原画）
- いずれ最強の錬金術師?（作画監督）

### 劇場アニメ
2007年
- 名探偵コナン 紺碧の棺（原画）

2008年
- 劇場版MAJOR メジャー 友情の一球（原画）

2009年
- それいけ!アンパンマン だだんだんとふたごの星（原画）

2010年
- 10thアニバーサリー 劇場版 遊☆戯☆王 〜超融合!時空を越えた絆〜（原画）

2011年
- それいけ!アンパンマン すくえ! ココリンと奇跡の星（原画）

2012年
- 劇場版イナズマイレブンGO vs ダンボール戦機W（原画）
- 劇場版ポケットモンスター ベストウイッシュ キュレムVS聖剣士 ケルディオ（原画）

2013年
- それいけ!アンパンマン とばせ!希望のハンカチ（原画）

2014年
- 名探偵コナン 異次元の狙撃手（原画）

2016年
- 遊☆戯☆王 THE DARK SIDE OF DIMENSIONS（原画）

2018年
- 君の膵臓をたべたい（原画）

### OVA
2009年
- チャレンジ6年生presentu6年バッチリスタートDVD 夢のチカラ 情熱サッカー編（原画）

2011年
- ブラック・ジャック FINAL（原画）

2013年
- 華ヤカ哉、我ガ一族 キネトグラフ（原画）

2014年
- 十三支演義 〜偃月三国伝〜 外伝 幽州幻夜（作画監督補佐）